# Arkadiusz Onyszko
Arkadiusz Onyszko (Lublino, 12 gennaio 1974) è un allenatore di calcio ed ex calciatore polacco, di ruolo portiere.

## Carriera
Con la nazionale polacca ha vinto la medaglia d'argento ai Giochi olimpici 1992.

## Palmarès

### Club

#### Competizioni nazionali
- Coppa di Danimarca: 2

Viborg: 1999-2000
Odense: 2006-2007
- Supercoppa di Danimarca: 1

Viborg: 2000

### Nazionale
- Argento olimpico: 1

Barcellona 1992